# Melolobium alpinum
Melolobium alpinum es una especie de planta floral del género Melolobium, tribu Genisteae, familia Fabaceae.

## Distribución
Se distribuye por provincias del Cabo, KwaZulu-Natal y Lesoto.

## Taxonomía
Fue descrita por Eckl. & Zeyh. y publicada en Enumeratio Plantarum Africae Australis 190 (1836).